# عالي أحمدان
 عالی احمدان  قرية عامرة تـتبع بلدة جناح (بالفارسية: بخش جناح ) من توابع مدينة بستك وتقع في محافظة هرمزگان في جنوب غرب إيران. تقع هذه القرية في الضلع الشمال الغربي لبلدة جناح في « إقليم فرامرزان».

## حدود قرية عالی احمدان
حدود قرية عالی احمدان: من الشمال جبل، ومن الجنوب نهر مهران ،من الغرب قرية دهنو قلندران ومن الشرق تنتهي بـقرية هنكويه.

## السكان
يبلغ عدد سكان هذه القرية حسب تعداد السكان لعام 2006 للميلاد، (584) نسمة تشكل (116) عائلة، من أهل السنة والجماعة وعلى المذهب الشافعي. يتكلمون الفارسية باللهجة المحلية. بها مسجد، ومدرسة مشتركة، وعدد ثلاثة البرك لحفظ مياه الأمطار، إذا الأودية أثناء هطول المطر.

## وصلات خارجية
- التقسيمات الادارية لمحافظة هرمزغان